# 13677 Alvin
För andra betydelser, se Alvin (olika betydelser).
13677 Alvin eller 1997 NK1 är en asteroid i huvudbältet som upptäcktes den 2 juli 1997 av Spacewatch vid Kitt Peak-observatoriet. Den är uppkallad efter ubåten DSV Alvin.
Asteroiden har en diameter på ungefär 9 kilometer.